# St. Katharinen (Großenbrode)

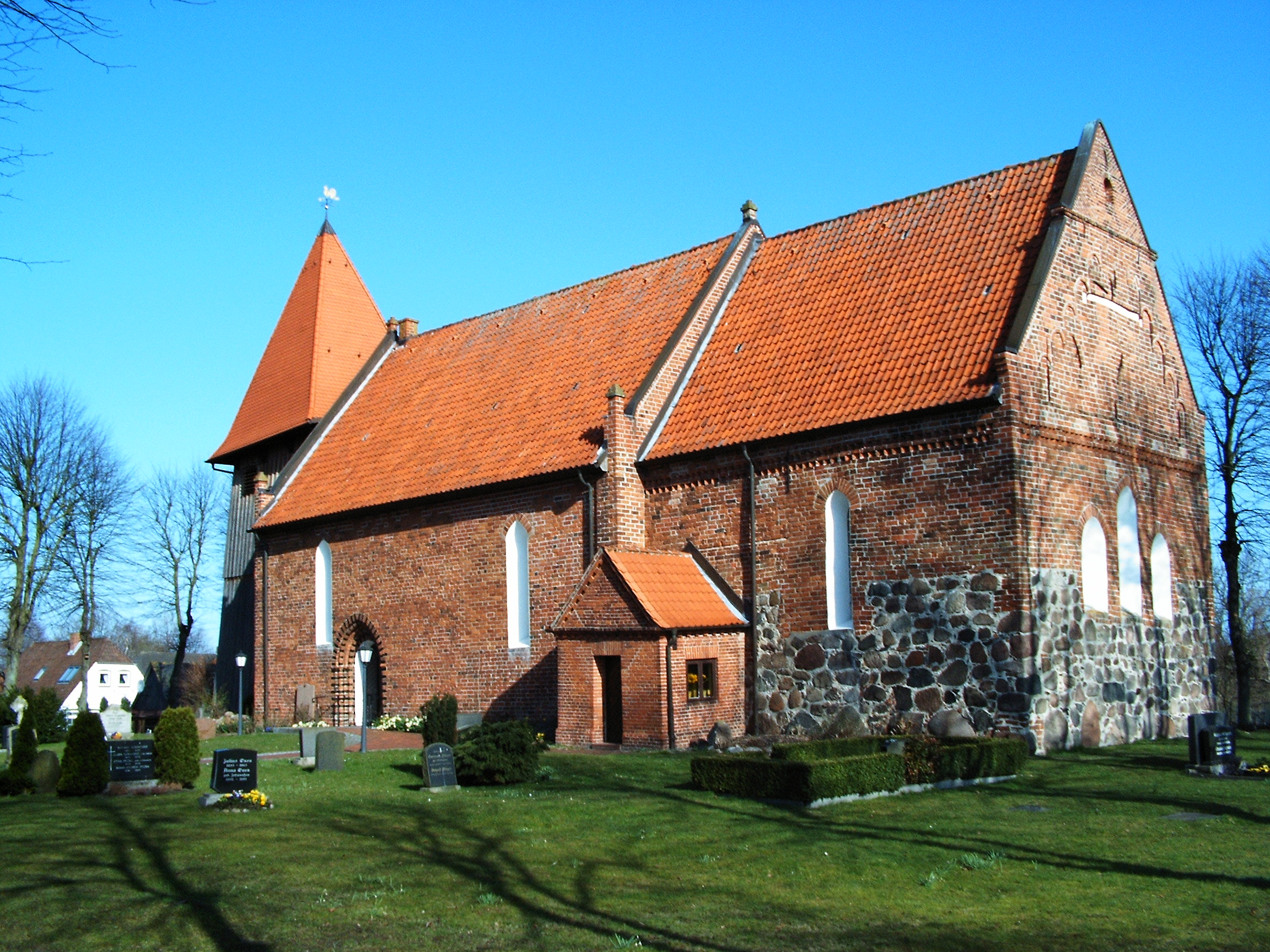
Die St.-Katharinen-Kirche von Südosten

Die Kirche St. Katharinen ist die evangelisch-lutherische Kirche der Gemeinde Großenbrode im Kreis Ostholstein in Schleswig-Holstein. Die Kirche mit ihrem Umfeld ist eines der wenigen als Kulturdenkmal ausgewiesenen Bauwerke der Gemeinde.

## Geschichte
Die Kirche wurde im Jahre 1230 erstmals genannt. Das frühgotische Bauwerk wurde vor 1232 aus Feldsteinen, später aus Backsteinen errichtet. Im 17. und 18. Jahrhundert erhielt die Kirche einen Holzturm, bei dessen Errichtung das Westportal geschlossen wurde. Der Eingang befindet sich heute auf der Südseite. Das Vorhaus der Sakristei wurde in späteren Jahren ergänzt.
Am 26. Dezember 1931 heirateten Reinhard Heydrich und Lina von Osten in der Kirche.
Zwischen 1990 und 1995 erfolgte eine umfassende Renovierung der Kirche, bei der der Innenraum nach alten Darstellungen originalgetreu restauriert wurde.

## Ausstattung
Im Kirchenschiff befinden sich drei historische Spitzbogenfenster. Unter einer Holzdecke sind Spuren einer einstigen zweijochigen Einwölbung verborgen. Im Chor befinden sich Kreuzgratgewölbe auf Eckvorlagen und Schildbögen. Ein barocker, hölzerner Taufengel aus dem 18. Jahrhundert schwebt mit vorgehaltener Schale unter dem Deckengewölbe.
Der Altar mit dreiteiligem Akanthusbarockaufbau und Säulen entstand von 1694 bis 1696. Die spätbarocke Kanzel aus dem Jahre 1713 ist in Form eines Blütenkorbes gearbeitet. Der siebenseitige Schalldeckel ist mit ornamentalen Aufsätzen, Volutenkrone und einer Christusfigur versehen.
1991/92 wurde bei der Restaurierung ein Bild des Abendmahls wiederhergestellt. Das Mittelbild zeigt die Kreuzgruppe, die Evangelistenfiguren stehen seitlich und oben, die Giebelstücke sind mit Engeln geschmückt. Weiterhin finden sich ein Ovalbild der Himmelfahrt und die bekrönte Christusfigur. Die Säulen des Altars, das Mittelbild und die Darstellung der Kreuzgruppe sind dem Stil von Peter Paul Rubens nachempfunden.
Die Glocke stammt aus dem Jahr 1589, das Epitaph ist von 1716.

## Kirchgemeinde
Die Evangelisch-Lutherische Kirchengemeinde Großenbrode gehört zum Kirchenkreis Ostholstein der Evangelisch-Lutherischen Kirche in Norddeutschland (Nordkirche). Jeden Sonntag findet ein Gottesdienst statt. Als Besonderheit werden die Gottesdienste teilweise auch in plattdeutscher Mundart abgehalten.

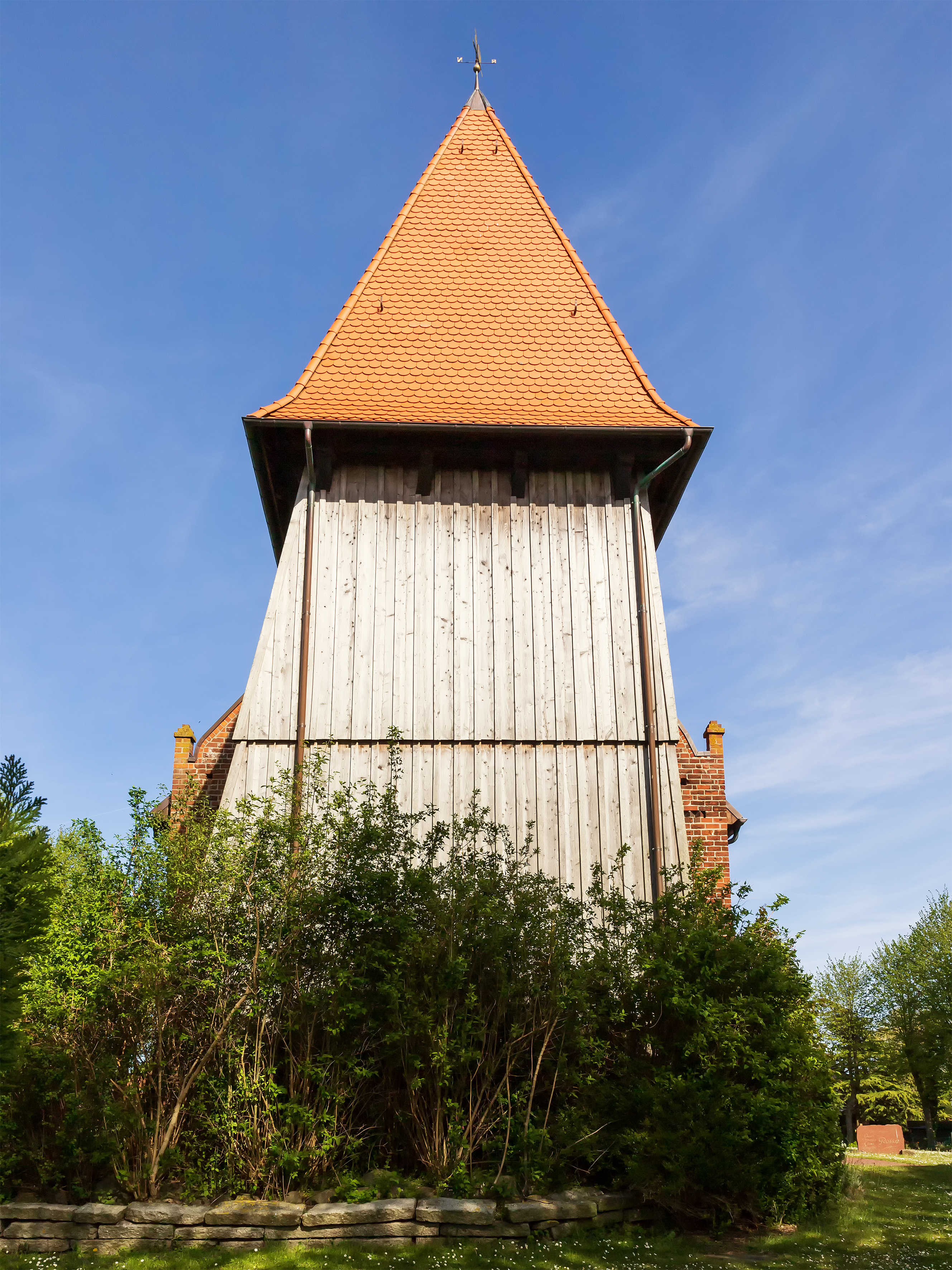
Kirchturm
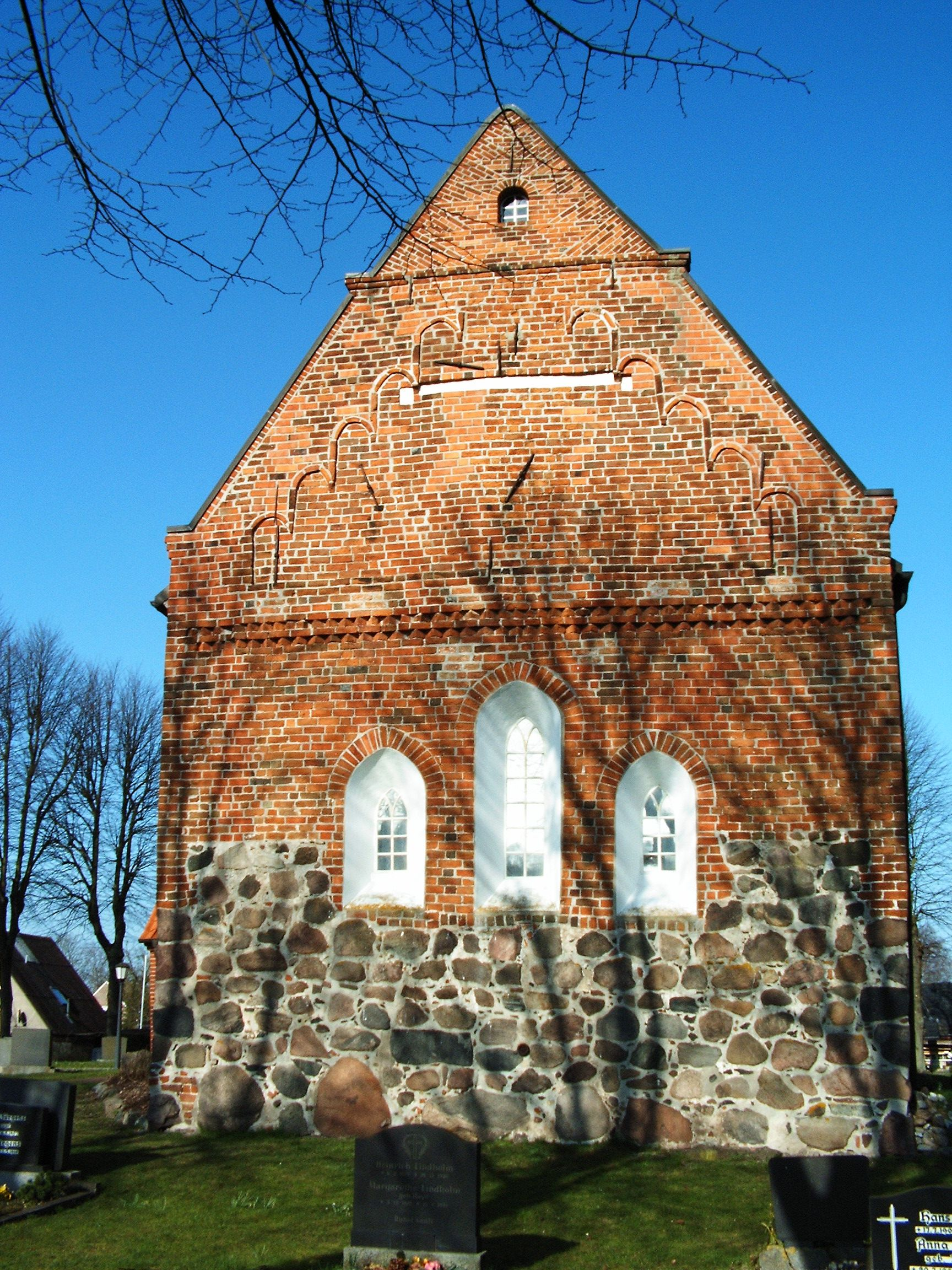
Ostgiebel der Kirche
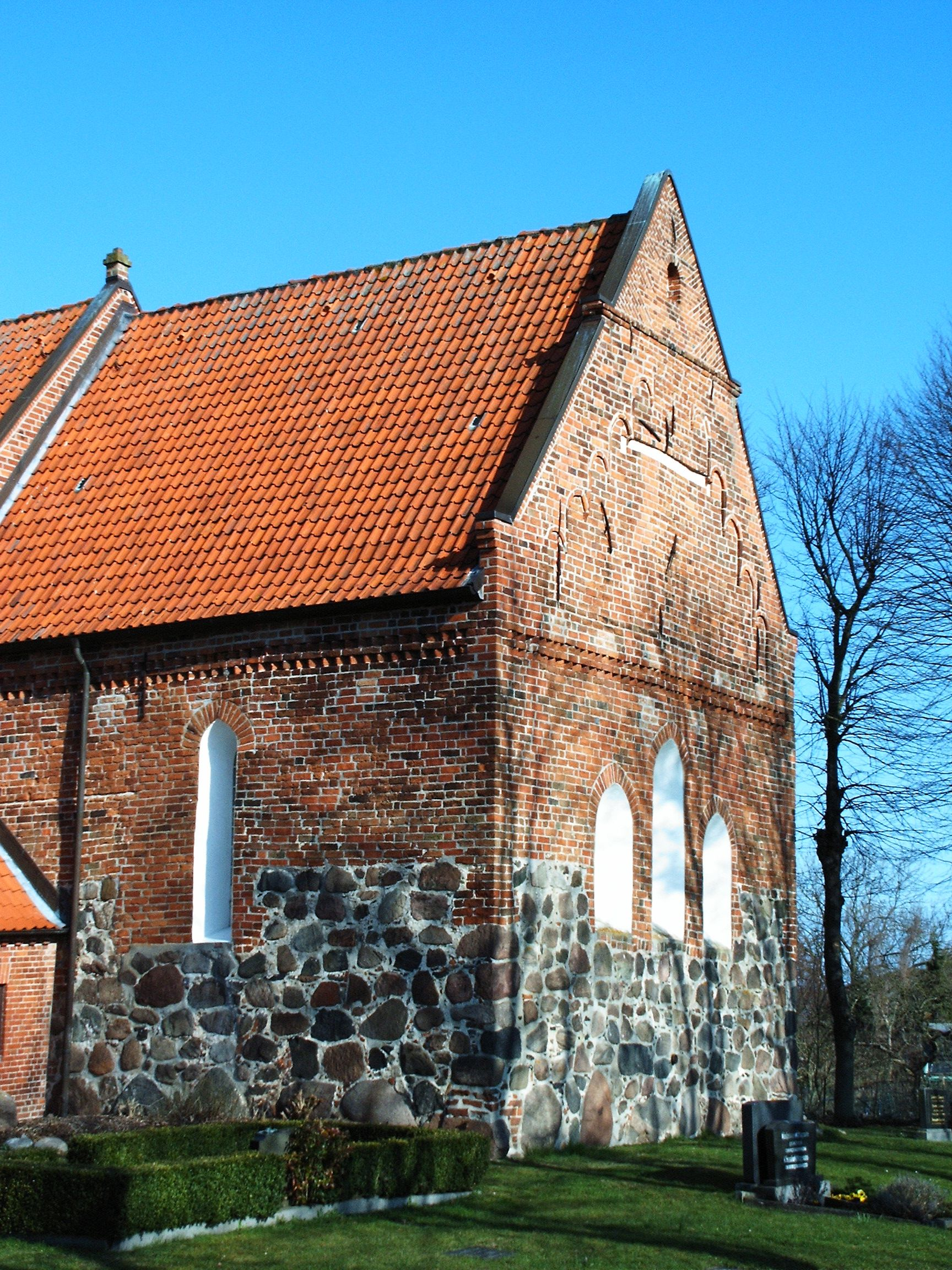
Südostecke mit Feldsteinmauerwerk